# Alice Heine
Alice Heine, född 10 februari 1858 i New Orleans, död 22 december 1925 i Paris, var furstinna av Monaco från 1889 till 1902 som gift med furst Albert I av Monaco.

## Biografi
Alice Heine föddes i New Orleans i USA som dotter till den franske affärsmannen Michael Heine och Marie Amélie Miltenberger. Familjen flyttade till Frankrike vid amerikanska inbördeskrigets utbrott år 1861. Hon gifte sig 1875 med Marie Odet Armand Aimable Chapelle, markis av Jumilhac och hertig av Richelieu och Fronsac. Paret fick en son. Maken dog 1880. Hon gifte sig 1889 med Albert av Monaco, som senare samma år blev monark. 
Albert, som var oceanograf, var ofta frånvarande, och Alice intresserade sig för operan och kulturlivet i Monaco. Hon fick Monacos ekonomi på fötter med sitt affärssinne och gjorde sedan staden till ett kulturellt turistcentrum för opera, teater och balett med hjälp av den ryske impressarion Sergej Djagilev. Hennes förhållande med kompositören Isidore de Lara resulterade i en skandal då furst Albert gav henne en örfil offentligt.
Alice Heine och Albert av Monaco separerade 1902.

## Inom kulturen
Alice Heine användes som modell för princesse de Luxembourg i På spaning efter den tid som flytt av Marcel Proust.